# Yūichi Abe (Komponist)
Yūichi Abe (japanisch 阿部 勇一 Abe Yūichi; * 1968 in Tokorozawa, Präfektur Saitama, Japan) ist ein japanischer Komponist im Bereich der Blasmusik.
Abe gehört der Komponistengruppe Wind Association an. 1994 gewann er mit seinem Marsch Ramses II den Asahi-Kompositionspreis für Blasorchester.

## Werke (Auswahl)

### Für Blasorchester
- Pampas
- Ramses II (Marsch)
- Oga Kinuburui
- God's Sphere: The Karnak Shrine, 1997
- Marche Caprice, 2003
- Great Toang Records on the Western Regions I. Genjo, 2006
- Infinito fervore, 2006
- Futurism, Ouvertüre, 2007
- Great Toang Records on the Western Regions II. In Kucha, 2011
- Ile des pins, 2011
- Hokuten no hi, 2013
- Fantasia Fox's Wedding, 2015
- Heroic Story, 2019

### Für Blechbläseroktett
- Ethnos of the Earth, für drei Trompeten, zwei Hörner, zwei Posaunen und Tuba, 2009

### Für Klarinettenquartett
- Con moto, 2010
- Antique Introduction and Toccata, Études d’Exécution transcendante II, 2012
- At the End of Summer, Études d’Exécution transcendante IV, 2014
- Graffiti of Swing, Études d’Exécution transcendante V, 2015
- Animando, Études d’Exécution transcendante VII, 2015
- Flames of Rage, Études d’Exécution transcendante VIII, 2017

### Für Klarinettenoktett
- Cataract, 2014, bei Brain Music publiziert

### Für Saxophonquartett
- Life Index, 2011 I Soul II Anastasia III Throb  IV Drift. Auftragswerk für das Vive! Saxophonquartett
- Locus, 2014  Auftragswerk für das fünfzehnjährige Jubiläum des Vive! Saxophonquartetts.